# Camilla Lif
Karin Camilla Elisabeth Lif, född 20 mars 1967 i Karlstads domkyrkoförsamling, Värmlands län, är en svensk präst, radioprofil och skribent.

## Biografi
Lif är född i Karlstad, uppvuxen i Sollentuna och bosatt i Stockholm. Hon läste social linje på Rudbecksgymnasiet och läste sedan teologi i Uppsala. Lif prästvigdes i Storkyrkan den 20 juni 1999. Hon har tidigare arbetat som präst i Kungsholms (sedermera Västermalms) församling, på Kronobergshäktet och med stöd i missbruksbehandling på Nämndemansgården i Stockholm. Lif är sedan september 2020 kyrkoherde i Katarina församling i Stockholm. Hon har tidigare varit såväl biträdande som tillförordnad kyrkoherde i församlingen, där hon bland annat håller i den så kallade Katarinamässan.
Lif medverkar regelbundet i radio, bland annat i Spanarna i P1, Tankar för dagen och Gudstjänsten i P1. Hon har gett ut böckerna Vad vill du mig idag? (2015, Verbum förlag) och Livet med Lif (2019, Norstedts förlag).
År 2017 tilldelades hon  Silverkeruben på Teologifestivalen. År 2020 var hon värd för Sommar i P1.
Lif utsågs i juli 2020 till ledamot i Coronakommissionen. 2021 valdes Lif in som ledamot i styrelsen för Stockholms Stadsmission.